# Kamuzu Barracks FC
Kamuzu Barracks Football Club w skrócie Kamuzu Barracks FC – malawijski klub piłkarski grający w pierwszej lidze malawijskiej, mający siedzibę w mieście Lilongwe.

## Sukcesy
- I liga[1]:
  - mistrzostwo (1): 2016

- FAM Cup[2]:
  - zwycięstwo (1): 2017
  - finał (1): 2016

## Stadion
Domowe mecze klub rozgrywa na stadionie o nazwie Civo Stadium w Lilongwe. Stadion może pomieścić 25000 widzów.

## Reprezentanci kraju grający w klubie od 2008 roku
Stan na styczeń 2023.
| - Amadu Ali - Davi Banda - Patrick Banda - Joel Chipofya - Chikoti Chirwa - Manase Chiyesa | - Kelvin Hanganda - Jabulani Linje - Pilirani Makupe - Deus Mkutu - Harvey Nkacha |